# Formens evige Magie
Formens evige Magie (Et poetisk Spilfægterie) (dänisch für Der Formen ewige Magie (und poetische Spiegelfechterei))  ist ein Gedicht des dänischen Schriftstellers Hans Christian Andersen aus dem Jahre 1831.

## Inhalt
Das Gedicht behandelt die „ewige Magie“ von „Formen“ und enthält oberflächlich betrachtet eine Lobpreisung der euklidischen Geometrie. Für den Magister Matheseos, also einen Lehrmeister der Mathematik, beweist das lyrische Ich den Satz des Pythagoras in der Form, wie Euklid ihn in seinen Elementen (Buch I, Proposition 47) bewies.
Hintergründig versteckt Andersen eine Kritik an seine konservativen Kritiker. Das Gedicht beginnt mit der Frage, ob der Kuchen oder dessen Backform einen größeren Stellenwert in der Welt haben sollte, was metaphorisch die Frage erörtert, ob der Inhalt oder die Form ein gutes Gedicht ausmacht. Mit dem Gedicht wollte Andersen demonstrieren, dass seiner Meinung nach der Inhalt Vorrang habe, denn er könnte ansonsten jedes beliebige Thema in ein Gedicht umwandeln, selbst einen formalen mathematischen Beweis.

## Rezeption
Obwohl anhand seiner autobiographischen Angaben bekannt ist, dass Hans Christian Andersen ein recht guter Schüler in der Mathematik war, ist heute kaum bekannt, dass er sich auch später in seinem Leben mit der Mathematik auseinandersetzte. 1976, anlässlich des hundertsten Jahres nach seinem Tod, wurde das Gedicht von H. H. Hansen noch einmal veröffentlicht.
Eine deutsche Übersetzung folgte 1996 von unter anderem Lisa Brack und Benno Artmann.